# Elastină

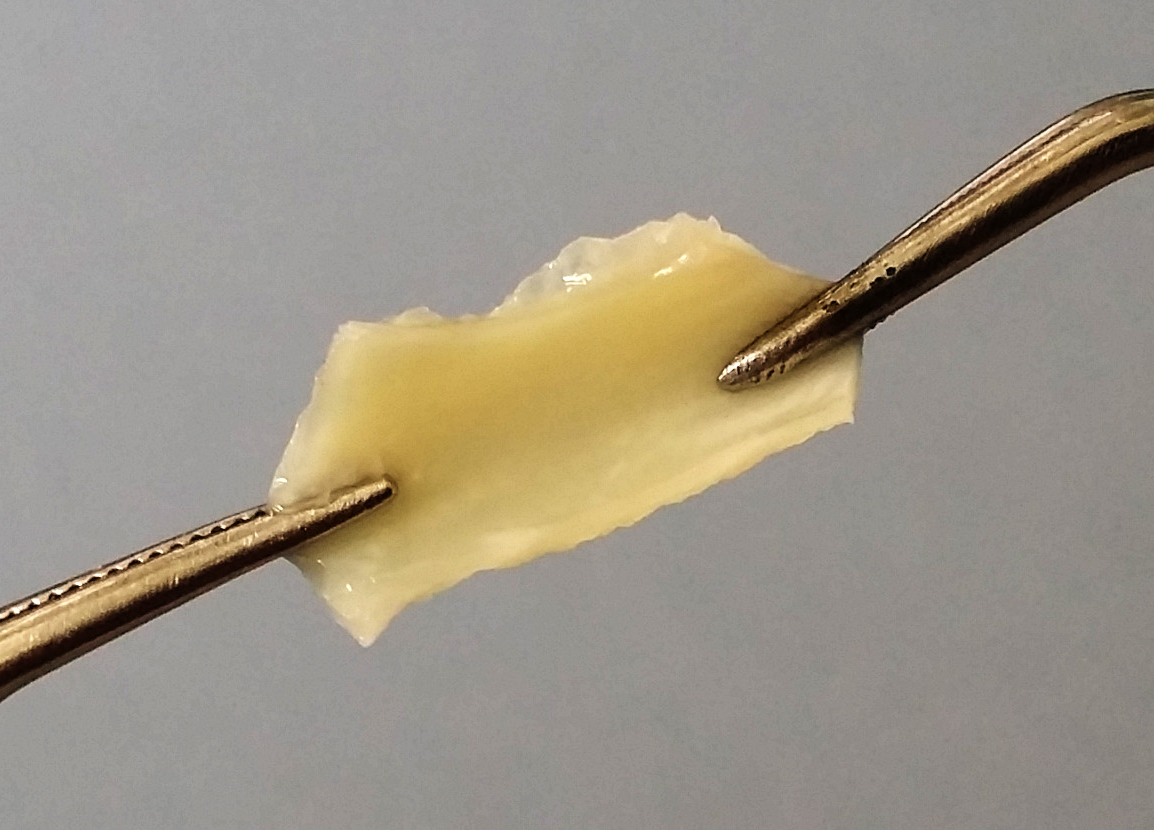
Elastină izolată dintr-o aortă bovină

Elastina este o proteină ce face parte din matricea extracelulară. Este foarte elastică și se regăsește în structura țesutului conjunctiv, conferind acestuia elasticitate. La om, elastina este codificată de către gena ELN.

## External links
- Elastin la Medical Subject Headings (MeSH), de la Biblioteca Națională de Medicină din Statele Unite
- GeneReviews/NIH/NCBI/UW entry on Williams or Williams-Beuren Syndrome
- The Elastin Protein
- Microfibril